# V445 Возничего
V445 Возничего (лат. V445 Aurigae), HD 40694 — двойная звезда в созвездии Возничего на расстоянии приблизительно 3394 световых лет (около 1040 парсеков) от Солнца. Видимая звёздная величина звезды — от +8,44m до +8,36m.

## Характеристики
Первый компонент — бело-голубая пульсирующая переменная звезда (LPB) спектрального класса B8. Масса — около 6,083 солнечных, радиус — около 8,663 солнечных, светимость — около 39,76 солнечных. Эффективная температура — около 8388 K.
Второй компонент — красный карлик спектрального класса M. Масса — около 152,86 юпитерианских (0,1459 солнечной). Удалён на 2,73 а.е..